# Stanisław Działyński (zm. 1617)
Stanisław Działyński herbu Ogończyk (ur. po 1547, zm. w grudniu 1617) – wojewoda chełmiński 1613-1617, wojewoda malborski 1611-1613, kasztelan elbląski 1588-1611.
Syn Jana i Elżbiety Wilkanowskiej h. Lis. Brat Sylwestra, Mikołaja i Erazma. Kształcił się prawdopodobnie w kolegium jezuickim w Braniewie. Był dworzaninem króla Stefan Batorego. Brał udział w kampanii gdańskiej Batorego w 1577 roku na czele oddziału jazdy. Walczył pod Połockiem w 1579 i Pskowem (1581-1582) w wojnie Batorego z Moskwą. 24 stycznia 1588 roku otrzymał od króla Zygmunta III Wazy kasztelanię elbląską po śmierci Adama Walewskiego.
7 maja 1596 na sejmie walnym w Warszawie wyznaczono go posłem Rzeczypospolitej do Karola, księcia sudermańskiego i stanów szwedzkich, w związku z narastającym konfliktem między Zygmuntem III Wazą i jego stryjem księciem Karolem, który sprawował funkcję regenta Szwecji. Stanisław Działyński 6 października 1596 roku w Sztokholmie wygłosił przemówienie do księcia Karola i senatorów szwedzkich. W swoim przemówieniu przedstawił stanowisko i postulaty Rzeczypospolitej.
Po powrocie z poselstwa złożył z niego sprawozdanie na sejmie walnym w Warszawie w 1597. Podczas obrad sejmu opowiedział się za szybkimi przygotowaniami obronnymi przeciw zagrażającemu atakowi Szwedów. Na sejmiku pruskim w Grudziądzu w 1597 wybrano go szafarzem uchwalonego podatku. W latach 1600 i 1601 był wybierany przez szlachtę województwa chełmińskiego na posła na sejmik pruski i jednocześnie na posła na sejm walny. Jako poseł województwa chełmińskiego na sejm walny w 1601 przedstawił królowi Zygmuntowi III skargę na złamanie przywilejów przez nominowanie Wawrzyńca Gembickiego na biskupa chełmińskiego, gdy biskupstwo to powinien otrzymać indygena z Prus. W 1602 roku otrzymał starostwo tolkmickie. W 1606 roku ponownie został posłem na sejm koronny z województwa chełmińskiego. Pod koniec 1611 otrzymał starostwo rogozińskie i został wojewodą malborskim. Również w 1611 roku został wybrany przez sejm warszawski na komisarza do komisji do Prus Książęcych. Razem z pozostałymi komisarzami udał się do Królewca wiosną 1612. Komisarze wprowadzili Jana Zygmunta Hohenzollerna w lenno. W grudniu 1613 roku sejm walny uchwalił środki na pokrycie żądań konfederacji żołnierskich powstałych po wojnie z Moskwą. Sejm powołał cztery komisje do spraw wypłat. Stanisław Działyński wszedł do komisji przeznaczonej do Bydgoszczy. 26 września 1615 roku Stanisław Działyński został wojewodą chełmińskim.
Stanisław Działyński ożenił się z Heleną Plemięcką h. Poraj, córką Jana Plemięckiego starosty kowalewskiego. Miał czterech synów: Jana (1590–1648) – wojewodę chełmińskiego Michała Erazma (zm. 1657) – biskupa kamienieckiego, Stanisława (zm. 1643) – kasztelana gdańskiego i kasztelana chełmińskiego, Mikołaja oraz córkę Elżbietę. Zmarł w grudniu 1617 roku.